# Yoyomi
Yoyomi, artistnamn för Park Yun-a, född 8 oktober 1994 i Cheongju, är en sydkoreansk singer/songwriter och skådespelare.
Yoyomi inledde sin karriär 2013, då hon utgav singeln "Sorry Sorry". År 2019 gjorde hon sin skådespelardebut i TV-showen Seasoning. År 2020 släppte Yoyomi sitt debutalbum Yoplay.